# 육전형 짐
육전형 짐(영어: GM Ground Type, 일본어: 陸戦型ジム)은 《건담 시리즈》인 《기동전사 건담 제08MS소대》에 등장하는 모빌 슈트(MS)로 분류되는 가공의 유인 조종식 인간형 로봇 병기이다. 작품 내의 군사 세력의 하나인 지구연방군의 주력 양산기인 "짐"의 지상전(육전) 사양이다. 그러나 일반 사양의 짐과의 구조상의 공통점은 거의 없고, 개발된 순서도 육전형 짐이 먼저라는 설정이다. 《기동전사 건담 제08MS소대》에서는 주로 코지마 대대에 소속된 제07소대의 배치기로 등장한다.
메카닉 디자인은 오오카와라 쿠니오가 담당하였다. 메카닉 디자인 기획 《M-MSV》 (미싱 모빌 슈트 베리에이션) (오오카와라 쿠니오 컬렉션)에서 비슷한 이름의 RGM-79F 육전용 짐이 등장하지만, 이는 육전형 짐과는 별개의 기체이다.

## 같이 보기
- 기동전사 건담 제08MS소대
- 육전형 건담